# 김원준 (야구 선수)
김원준(1991년 12월 12일 ~ )은 KBO 리그 전 SK 와이번스의 내야수이다.

## 출신학교
- 무학초등학교
- 마산동중학교
- 마산용마고등학교
- 동강대학교